# Ас-Саліх Аюб ібн Мухаммад
Ас-Саліх Наджм ад-Дін Аюб ібн Мухаммад (араб. الملك الصالح نجم الدين ايوب; 1205–1249) — сьомий султан з династії Аюбідів.

## Життєпис

### Ранні роки
1221 року, наприкінці П'ятого хрестового походу, ас-Саліх був заручником, якого відрядили до хрестоносців як залог мирних намірів, натомість король-консорт Іоанн Брієнський став заручником його батька, султана Аль-Каміля, поки Дам'єтта не була повернута єгипетським Аюбідам. 1232 року він отримав в управління Хасанкейф у Джазірі (нині частина Туреччини), захоплений у артукідів. 1234 року аль-Каміль доручив йому правити Дамаском, усунувши від спадкування престолу через підозри в тому, що ас-Саліх за допомогою мамлюків склав проти нього змову. Його дядько, ас-Саліх Ісмаїл ибн-Ахмад, невдовзі вигнав його з Дамаска, й Ас-Саліх утік до Джазіри, де об'єднався з хорезмійцями.
1238 року Аль-Каміль помер, залишивши Ас-Саліха своїм спадкоємцем у Джазірі, а іншого свого сина, Аль-Аділя II, правителем Єгипту. У подальших династичних суперечках Ас-Саліх 1239 року узяв під контроль Дамаск та почав використовувати його як плацдарм для розширення своїх володінь. Він отримав підтримку старих емірів батька у Єгипті, які звернулись до нього, щоб позбавитись Аль-Аділя. На початку 1240 року, коли ас-Саліх готувався до вторгнення до Єгипту, йому повідомили, що його брата захопили власні солдати. Ас-Саліх був запрошений до Каїра, щоб зайняти трон.

### Зростання міці мамлюків
Після вступу на престол позиції Ас-Саліха були не надто впевненими. Зміцнення влади султана потребувало лояльності кланів та інших членів династії. У Єгипті еміри сформували фракцію Ашаріфія, що мала на меті усунення від влади Ас-Саліха та заміну його на Ас-Саліха Ісмаїла, який відновив свій контроль над Дамаском. Ас-Саліх зачинився у цитаделі Каїру й більше не міг довіряти навіть колись відданим емірам, які привели його до влади. Відсутність лояльних солдат призвела до того, що султан почав купувати багато рабів-половців. Невдовзі раби утворили ядро армії султана та стали відомими як мамлюки. Ас-Саліх не першим з правителів Аюбідів використовував мамлюків, але він став першим, хто від них залежав настільки сильно. Зрештою, мамлюки усунули династію Аюбідів від влади.

### Війна з іншою гілкою Аюбідів і хрестоносцями
Період 1240–1243 років характеризувався складними військовими й дипломатичними маневрами за участі Держав хрестоносців у Палестині, інших правителів династії Аюбідів у Сирії та хорезмійців у Діяр-Мударі, які раніше були союзниками ас-Саліха. 1244 року на запрошення ас-Саліха хорезмійці пройшли через Сирію та Палестину і захопили Єрусалим, який під час Шостого хрестового походу був без бою переданий хрестоносцям згідно Яффської угоди між батьком Ас-Саліха, султаном Аль-Камілем і імператором Священної Римської імперії Фрідріху II.
Того ж року у Сирії в битві при Форбії Ас-Саліх в союзі з хорезмійцями переміг Ас-Саліха Ісмаїла, який перебував у союзі з хрестоносцями Єрусалимського королівства. 1245 року ас-Саліх захопив Дамаск. Однак ас-Саліх був неспроможний закріпитись у Дамаску. 1246 року він вирішив, що його хорезмійські союзники є небезпечними та некерованими, тому повернувся проти них і розбив їх біля Хомса. Хорезмійці, які втратили лідерів, розсіялись усією Сирією та Палестиною. Захоплення ас-Саліхом Єрусалима призвело до початку нового хрестового походу в Європі на чолы з Людовиком IX. Кампанія тривала упродовж кількох років, а 1249 року Людовик вторгся до Єгипту та зайняв Дам'єтту.

### Смерть і спадщина
Ас-Саліх воював із дядьком у Сирії, коли отримав звістку про вторгнення хрестоносців. Султан швидко повернувся до Єгипту й розбив табір в Ель-Мансурі, де й помер у листопаді після того, як його нога була ампутована у спробі врятувати султана від гангрени. Ас-Саліх не довіряв своєму спадкоємцю, Туран-шаху і тримав його на безпечній відстані від Єгипту в Хасанкейфі. Вдова ас-Саліха, Шаджар ад-Дурр, змогла приховати смерть султана, поки не прибув Туран-шах. Правління Туран-шаха було коротким, після чого настав тривалий і складний період міжцарства, поки зрештою мамлюки не взяли владу у свої руки. Ас-Саліх, таким чином, був останнім великим правителем Аюбідів, здатним утримувати під своїм контролем Єгипет, Палестину й Сирію.